# La rebelión de las masas
La rebelión de las masas es el libro más conocido de José Ortega y Gasset. Se comenzó a publicar en 1927 en forma de artículos en el diario El Sol, y en 1930 como libro. Está traducido a más de veinte lenguas.
La rebelión de las masas (1930) es el libro más importante y conocido de José Ortega y Gasset (1883-1955), así como un clásico del pensamiento en lengua castellana. En él, aspectos filosóficos, sociales, políticos y morales se vinculan de tal modo que es difícil permanecer indiferente. Masas, fascismo, técnica, liberalismo, unidad europea o pacifismo son algunos de los temas que recorren la obra y, en su análisis, pasado, presente y futuro se confunden: La rebelión de las masas disecciona su tiempo, y, con ello, nos permite entender el nuestro.
En 1937, Ortega incluye un «Prólogo para franceses» y un «Epílogo para ingleses», los cuales deben leerse después del propio libro, pues carecen de sentido propio. Según Julián Marías, la obra de Ortega está incompleta y sería El hombre y la gente el que lo completaría.[cita requerida]

## Contexto
La rebelión de las masas está escrito y publicado en la época de ascensión del fascismo. Mussolini se hallaba ya en el poder y desde España se miraba a Italia, desde la derecha radical y sectores de la oligarquía económica (el mundo de las finanzas, la empresa y terratenientes), también desde la burguesía conservadora, se anhelaba la existencia de un partido fascista en España. Al tiempo, en Rusia se ha dado ya la revolución bolchevique y Europa vive el apogeo de los movimientos de masas de izquierdas.
Ortega y Gasset no se pronunció a favor del fascismo, al menos abiertamente, por el contrario, se pronunció en contra de la revolución bolchevique y del fascismo, tratando ambos fenómenos como revoluciones estériles, repetidas ya en la historia, incapaces de hacerla avanzar, teniendo los mismos defectos que esas otras revoluciones históricas, achacándoles su enfrentamiento con las tradiciones. También es cierto que como liberal conservador defendió públicamente el sistema liberal y el parlamentarismo; no obstante, su concepción elitista de la sociedad, sus ideas, principalmente las expuestas en La rebelión de las masas, por las propias ideas expuestas en él y por el momento de su publicación, momentos en los que se estaba dando forma a los diversos intentos de crear un partido fascista en España, fueron fuente de inspiración para los promotores de estas formaciones. Ramiro Ledesma Ramos, discípulo suyo y colaborador en Revista de Occidente, revista fundada por Ortega y Gasset, nunca ocultó su influencia; y José Antonio Primo de Rivera, cofundador de Falange Española, fue su "admirador entusiasta".

## Los conceptos "masa" y "hombre-masa"
Hay un hecho que, para bien o para mal, es el más importante en la vida pública europea de la hora presente. Este hecho es el advenimiento de las masas al pleno poderío social. Como las masas, por definición, no deben ni pueden dirigir su propia existencia, y menos regentar la sociedad, quiere decirse que Europa sufre ahora la más grave crisis que a pueblos, naciones, culturas, cabe padecer. Esta crisis ha sobrevenido más de una vez en la historia. Su fisonomía y sus consecuencias son conocidas. También se conoce su nombre. Se llama la rebelión de las masas.
La rebelión de las masas, párrafo inicial.

En La rebelión de las masas, Ortega y Gasset desarrolla su idea del "hombre-masa", tomado en su conjunto —las masas populares— y en su individualidad. 
Para Ortega y Gasset uno de los males de su tiempo fue el que las clases populares accedieran a los espacios anteriormente reservados a las élites, desde restaurantes y salas de teatro a la posibilidad de toma de decisiones políticas, esto último mucho más grave. Diferencia entre las élites naturalmente formadas por hombres cualificados y las clases populares, también la burguesía, formadas por "individuos sin calidad"; aunque admita que en las clases populares puede encontrarse "almas egregiamente disciplinadas"  y en las élites se esté produciendo el advenimiento de hombres-masa. Cada grupo social contaría con una minoría selecta de personas, minoría mayoritaria en las élites (que en su actualidad se estaría corrompiendo, poniendo como ejemplo el acceso de "intelectuales incualificados, incalificables y descalificados"), y en las clases obreras estarían surgiendo "almas egregiamente disciplinadas".

La aglomeración, el lleno, no era antes frecuente. ¿Por qué lo es ahora? Los componentes de esas muchedumbres no han surgido de la nada. Aproximadamente, el mismo número de personas existía hace quince años. Después de la guerra parecería natural que ese número fuese menor. Aquí topamos, sin embargo, con la primera nota importante. Los individuos que integran estas muchedumbres preexistían, pero no como muchedumbre. Repartidos por el mundo en pequeños grupos, o solitarios, llevaban una vida, por lo visto, divergente, disociada, distante. Cada cual -individuo o pequeño grupo ocupaba un sitio, tal vez el suyo, en el campo, en la aldea, en la villa, en el barrio de la gran ciudad.

Ahora, de pronto, aparecen bajo la especie de aglomeración, y nuestros ojos ven dondequiera muchedumbres. ¿Dondequiera? No, no; precisamente en los lugares mejores, creación relativamente refinada de la cultura humana, reservados antes a grupos menores, en definitiva, a minorías. La muchedumbre, de pronto, se ha hecho visible, se ha instalado en los lugares preferentes de la sociedad. Antes, si existía, pasaba inadvertida, ocupaba el fondo del escenario social; ahora se ha adelantado a las baterías, es ella el personaje principal. Ya no hay protagonistas: sólo hay coro.
[...]
La división de la sociedad en masas y minorías excelentes no es, por lo tanto, una división en clases sociales, sino en clases de hombres, y no puede coincidir con la jerarquización en clases superiores e inferiores. Claro está que en las superiores, cuando llegan a serlo, y mientras lo fueron de verdad, hay más verosimilitud de hallar hombres que adoptan el «gran vehículo», mientras las inferiores están normalmente constituidas por individuos sin calidad.

Pero, en rigor, dentro de cada clase social hay masa y minoría auténtica. Como veremos, es característico del tiempo el predominio, aun en los grupos cuya tradición era selectiva, de la masa y el vulgo. Así, en la vida intelectual, que por su misma esencia requiere y supone la calificación, se advierte el progresivo triunfo de los seudointelectuales incualifícados, incalificables y descalificados por su propia contextura. Lo mismo en los grupos supervivientes de la «nobleza» masculina y femenina. En cambio, no es raro encontrar hoy entre los obreros, que antes podían valer como el ejemplo más puro de esto que llamamos «masa», almas egregiamente disciplinadas.
La rebelión de las masas

El hombre-masa sería consecuencia de que en su tiempo habrían mejorado las condiciones de vida de las clases populares y la burguesía; según Ortega y Gasset, la comodidad de que disfrutaba, lo habría llevado a la abulia, pensando únicamente en él, en su bienestar, pidiendo todos los derechos sin reconocer sus obligaciones, despreciando las jerarquías. 

Este hombre-masa es el hombre previamente vaciado de su propia historia, sin entrañas de pasado y, por lo mismo, dócil a todas las disciplinas llamadas «internacionales». Más que un hombre, es sólo un caparazón de hombre constituido por meros idola fori; carece de un «dentro», de una intimidad suya, inexorable e inalienable, de un yo que no se pueda revocar. De aquí que esté siempre en disponibilidad para fingir ser cualquier cosa. Tiene sólo apetitos, cree que tiene sólo derechos y no cree que tiene obligaciones: es el hombre sin la nobleza que obliga -sine nobilitate-, snob.

[...]

...las nuevas masas se encuentran con un paisaje lleno de posibilidades y, además, seguro, y todo ello presto, a su disposición, sin depender de su previo esfuerzo, como hallamos el sol en lo alto sin que nosotros lo hayamos subido al hombro. [...] Mi tesis es, pues, esta: la perfección misma con que el siglo XIX ha dado una organización a ciertos órdenes de la vida, es origen de que las masas beneficiarias no la consideren como organización, sino como naturaleza.
La rebelión de las masas

También, Ortega añora la ausencia de permeabilidad entre estratos sociales:

Y si la impresión tradicional decía: «Vivir es sentirse limitado y, por lo mismo, tener que contar con lo que nos limita», la voz novísima grita: «Vivir es no encontrar limitación alguna, por lo tanto, abandonarse tranquilamente a sí mismo. Prácticamente nada es imposible, nada es peligroso y, en principio, nadie es superior a nadie.» Esta experiencia básica modifica por completo la estructura tradicional, perenne, del hombre-masa. Porque éste se sintió siempre constitutivamente referido a limitaciones materiales y a poderes superiores sociales. Esto era, a sus ojos, la vida. Si lograba mejorar su situación, si ascendía socialmente, lo atribuía a un azar de la fortuna, que le era nominativamente favorable. Y cuando no a esto, a un enorme esfuerzo que él sabía muy bien cuánto le había costado. En uno y otro caso se trataba de una excepción a la índole normal de la vida y del mundo; excepción que, como tal, era debida a alguna causa especialísima.

...El labriego chino creía, hasta hace poco, que el bienestar de su vida dependía de las virtudes privadas que tuviese a bien poseer el emperador. Por lo tanto, su vida era constantemente referida a esta instancia suprema de que dependía. Mas el hombre que analizamos se habitúa a no apelar de sí mismo a ninguna instancia fuera de él. Está satisfecho tal y como es. Igualmente, sin necesidad de ser vano, como lo más natural del mundo, tenderá a afirmar y dar por bueno cuanto en sí halla: opiniones, apetitos, preferencias o gustos. ¿Por qué no, si, según hemos visto, nada ni nadie le fuerza a caer en la cuenta de que él es un hombre de segunda clase, limitadísimo, incapaz de crear ni conservar la organización misma que da a su vida esa amplitud y contentamiento, en los cuales funda tal afirmación de su persona?
La rebelión de las masas

## Influencia
Más allá de las influencias políticas y sociológicas, que siempre serán discutidas y discutibles, La rebelión de las masas como parte de la obra de Ortega y Gasset cuenta con numerosos seguidores, entre los que se contarían el grueso de sus discípulos. Julián Marías, uno de ellos, ha manifestado que «los diferentes escritos de Ortega son como las cimas de un iceberg, por debajo de las cuales queda operante, aunque oculta, la mole sumergida» advirtiendo que «La rebelión de las masas ha sido leído ignorante y malévolamente».